# Jaan Kross

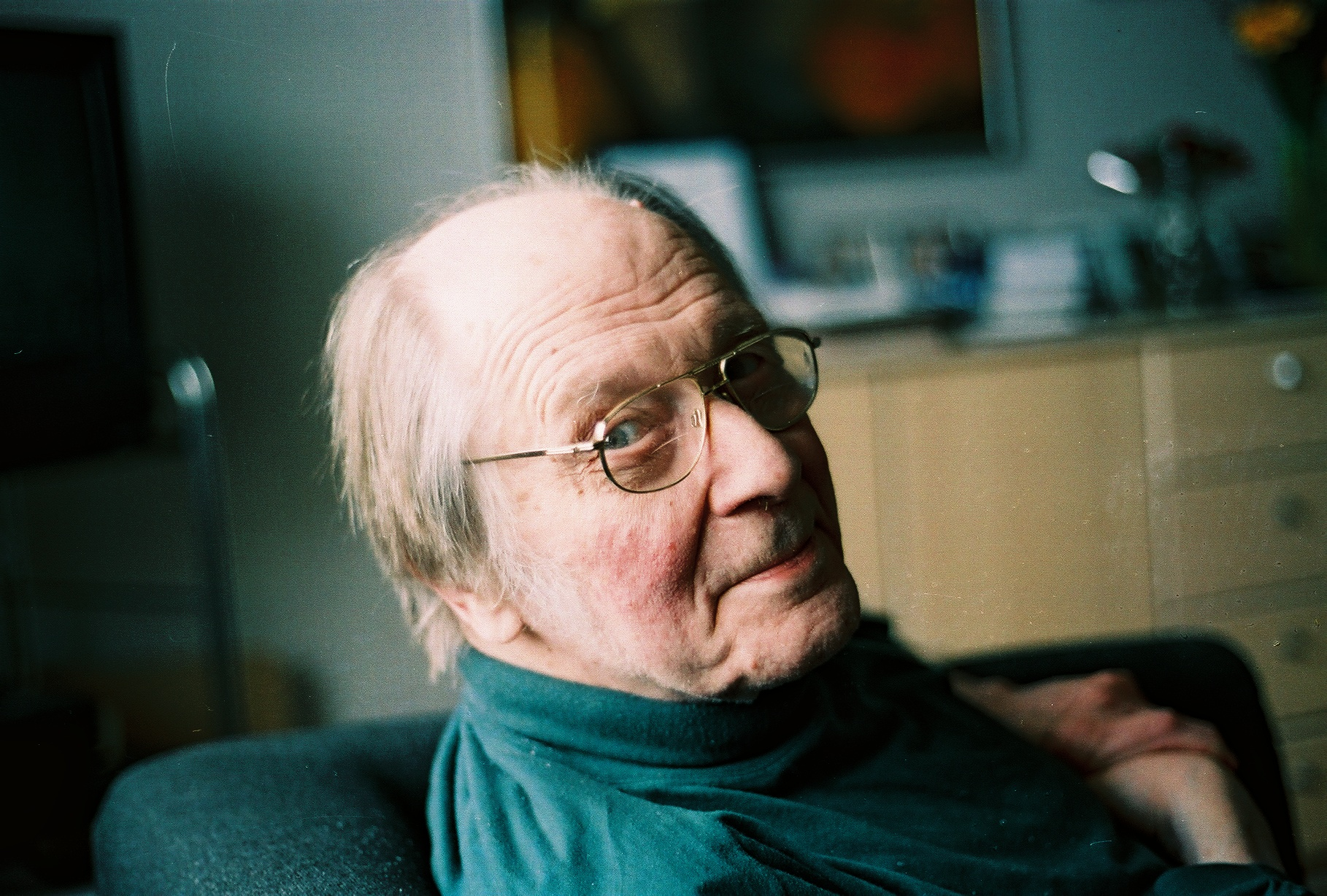
Jaan Kross năm 2004

Jaan Kross (19 tháng 2 năm 1920 - 27 tháng 12 năm 2007)  là một nhà văn người Estonia. Ông đã được đề cử nhiều lần cho giải Nobel Văn học trong những năm đầu thập niên 1990.

## Những năm đầu đời
Sinh ra ở Tallinn, Estonia, là con trai của một công nhân luyện kim khí lành nghề, Jaan Kross học tại Trường Ngữ pháp Jakob Westholm, và theo học tại Đại học Tartu (1938-1945) và tốt nghiệp Trường Luật. Ông dạy ở đó với tư cách là một giảng viên cho đến năm 1946.
Năm 1940, khi Kross 20 tuổi, Liên Xô đã xâm lược và sau đó chiếm đóng ba nước Baltic. Sau đó vào năm 1941, Đức Quốc xã đã xâm chiếm lấy đất nước và đã tạo thành một thời gian bình yên ngắn ngủi cho nhiều người dân (ngoại trừ người Do Thái gốc Estonia) nhưng người Eston đã sớm nhận ra rằng Đức quốc xã còn tệ hơn như Liên Xô. Hai cường quốc này sau đã có một thỏa thuận ngừng bắn ngắn ngủi, khi cả hai đều ký hiệp ước đình chiến. Hitler và Stalin chia cắt Đông Âu trong một nghị định thư bí mật của hiệp ước này và lại khiến các nước Baltic trở thành một phần của Stalin. 
Kross lần đầu tiên bị Đức bắt giữ trong sáu tháng vào năm 1944 trong thời kỳ Đức chiếm đóng Estonia (1941-1944). Sau đó, vào ngày 5 tháng 1 năm 1946, khi Estonia một lần nữa trở thành một phần của Liên Xô, anh ta đã bị chính quyền chiếm đóng của Liên Xô bắt giữ, anh ta đã giữ anh ta một thời gian ngắn trong hầm của trụ sở NKVD, sau đó cho anh ta ở tù tại Tallinn, cuối cùng vào tháng 10 năm 1947, trục xuất anh ta đến một trại cải tạo lao động ở Vorkuta, Nga. Ông đã dành tổng cộng tám năm ở vùng Bắc Nga này, sáu người làm việc trong các hầm mỏ tại trại lao động ở Inta, sau đó làm những công việc dễ dàng hơn, cộng với hai năm vẫn sống như một người bị trục xuất, nhưng vẫn không ở trong trại lao động. Khi trở về Estonia vào năm 1954, ông đã trở thành một nhà văn chuyên nghiệp, không chỉ vì các nghiên cứu luật của ông trong thời kỳ độc lập của Estonia bây giờ không có giá trị gì, vì luật pháp của Liên Xô đã thay đổi.
Lúc đầu Kross viết thơ, ám chỉ một số hiện tượng đương đại dưới vỏ bọc viết về các nhân vật lịch sử. Nhưng anh sớm chuyển sang viết văn xuôi, một thể loại trở thành tác phẩm chính của anh. 

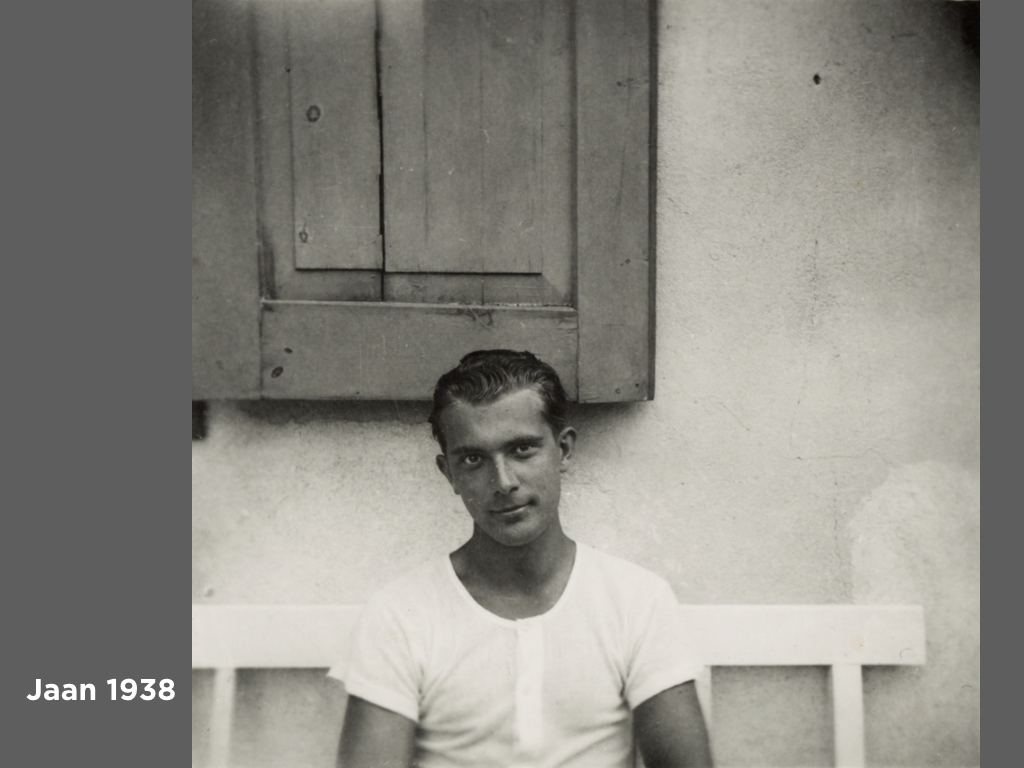
Jaan Kross năm 1938

## Là một nhà văn

### Công nhận và dịch thuật
Kross cho đến nay là nhà văn người Estonia nổi tiếng nhất trong nước và quốc tế. Ông đã được đề cử nhiều lần cho giải Nobel Văn học trong những năm đầu thập niên 1990, và được vinh danh là Nhà văn Nhân dân của Estonia Xô Viết (1985); ông đã nhận được Giải thưởng Nhà nước Xô Viết Estonia (1977). Ông cũng đã tổ chức một số tiến sĩ danh dự và nghệ thuật quốc tế, bao gồm cả đơn giai cấp cao nhất của Estonia và một trong những giai cấp cao nhất của Đức. Năm 1999, ông được trao giải thưởng của Hội văn học Baltic.
Năm 1990, Kross đã giành giải thưởng Ngọn lửa vàng quốc tế.
Do vị thế và tầm nhìn của Kross là một nhà văn hàng đầu của Estonia, các tác phẩm của ông đã được dịch sang nhiều ngôn ngữ, nhưng chủ yếu là tiếng Phần Lan, Thụy Điển, Nga, Đức và Latvia. Đó là lý do của sự gần gũi về địa lý và cũng là một lịch sử phổ (ví dụ, Estonia là thuộc địa của Thụy Điển vào thế kỷ 17 và tiếng Đức là ngôn ngữ của các tầng lớp thượng lưu của xã hội Estonia trong hàng trăm năm). Có thể thấy từ danh sách dưới đây vào năm 2015, có năm cuốn sách của Kross đã được xuất bản trong bản dịch tiếng Anh với các nhà xuất bản ở Hoa Kỳ và Vương quốc Anh. Nhưng một số tiểu thuyết ngắn, tiểu thuyết và truyện ngắn đã được xuất bản trong thời Liên Xô (1944-1991) trong bản dịch tiếng Anh và xuất bản ở Liên Xô.
Bản dịch chủ yếu là từ bản gốc tiếng Estonia. Tuy nhiên, đôi khi các bản dịch đã được thực hiện, trong thời Liên Xô trước tiên được dịch sang tiếng Nga và sau đó từ tiếng Nga sang tiếng Anh, không thường xuyên bởi người bản ngữ của tiếng Nga hoặc tiếng Estonia. Ngày nay, các tác phẩm của Kross được dịch sang tiếng Anh trực tiếp từ tiếng Estonia hoặc thông qua phiên bản tiếng Phần Lan. Một danh sách đầy đủ các bản dịch các tác phẩm của Jaan Kross sang các ngôn ngữ khác ngoài tiếng Anh có thể được tìm thấy trên trang web ELIC.

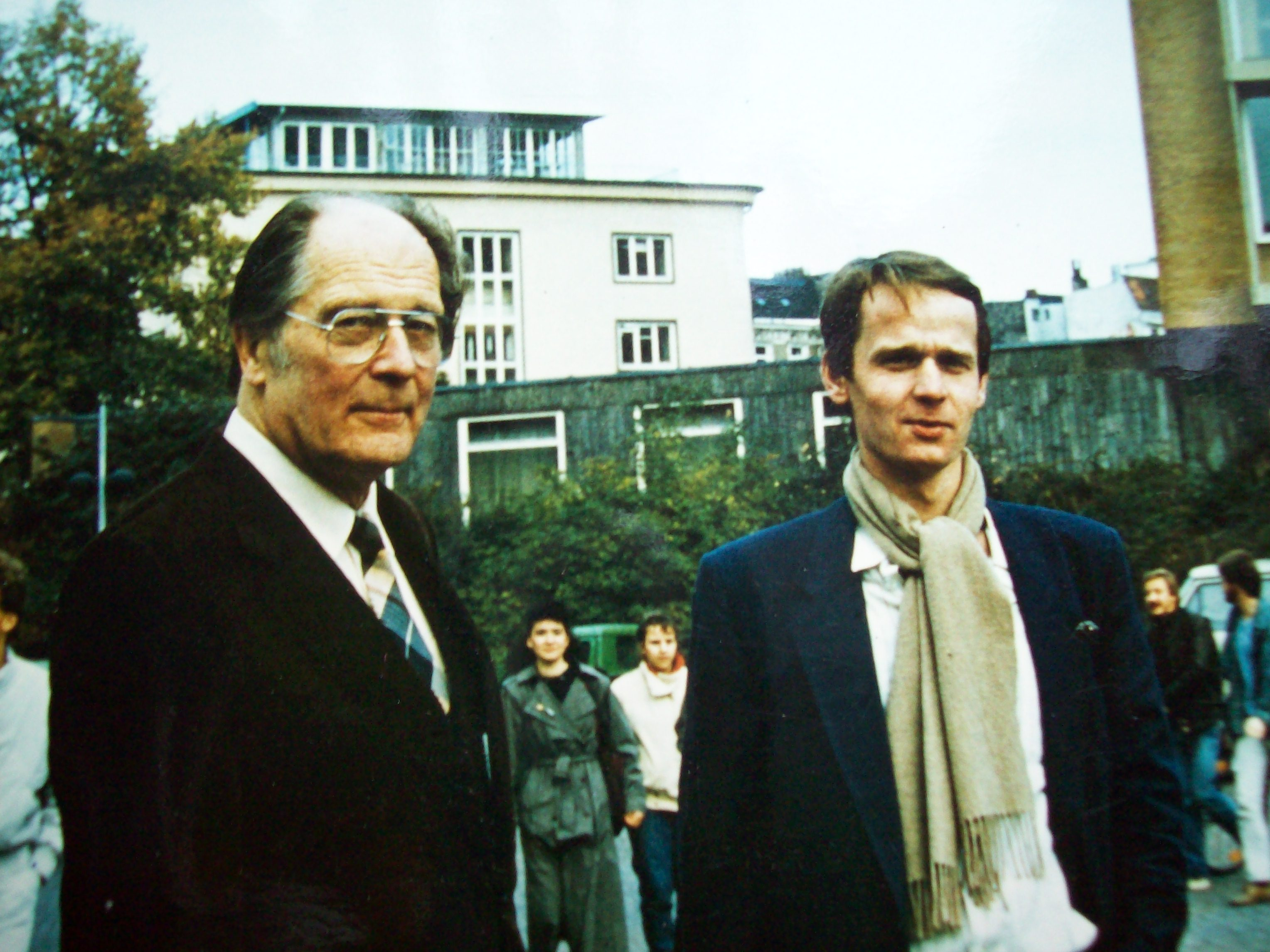
Kross (trái) và dịch giả người Đức Cornelius Hasselblatt ở Hamburg. Tháng 10 năm 1985

Kross biết tiếng Đức từ khi còn khá nhỏ vì bạn bè của gia đình anh nói tiếng mẹ đẻ của họ và mẹ của Kross có khả năng hiểu tốt. Tuy nhiên, tiếng Nga của anh chủ yếu được học một cách khó khăn khi làm tù nhân ở Gulag. Nhưng ông cũng có một số kiến thức về tiếng Thụy Điển và đã dịch một cuốn tiểu thuyết tội phạm của Christian Steen (bút danh một tiểu thuyết gia người Estonia lưu vong Karl Ristikivi) từ tiếng Thụy Điển đó. Ông cũng đã dịch các tác phẩm của Pierre-Jean de Béranger, Honoré de Balzac và Paul Éluard từ tiếng Pháp, Bertolt Brecht và Rolf Hochhuth từ tiếng Đức, Ivan Goncharov và David Samoilov từ tiếng Nga, và Alice in Wonderland, Macbeth và Othello từ tiếng Anh.

### Nội dung và phong cách
Tiểu thuyết và truyện ngắn của Kross gần như mang tính lịch sử. Thật vậy, ông thường được ghi nhận với sự hiện đại hóa đáng kể thể loại của tiểu thuyết lịch sử. Hầu hết các tác phẩm của ông đều ở Estonia và phân phối, thông thường với mối quan hệ của người Estonia, người Đức Baltic và người Nga.Kross thường xuyên mô tả về cuộc đấu tranh lịch sử của người Estonia chống lại người Đức Baltic thực sự là một phép ẩn dụ cho cuộc đấu tranh đương thời chống lại sự chiếm đóng của Liên Xô. Mặc dù vậy, Kross được quốc tế hoan nghênh (và cả quốc gia ngay cả sau khi giành lại độc lập Estonia) cho thấy tiểu thuyết của ông cũng đề cập đến các chủ đề vượt ra ngoài những mối quan tâm như vậy.
Nói chung, Madman của Sa hoàng đã được coi là tiểu thuyết hay nhất của Kross; nó cũng là bản được dịch nhiều nhất. Cũng được dịch tốt là Giáo sư Martens 'Khởi hành, bởi vì chủ đề của nó (học thuật, chuyên môn và lòng trung thành quốc gia) rất phổ biến trong học viện và một "tiểu thuyết chuyên nghiệp" quan trọng. Cuốn tiểu thuyết Khai quật sau này, lấy bối cảnh vào giữa những năm 1950, đề cập đến thời kỳ tan băng sau cái chết của Stalin cũng như cuộc chinh phạt Estonia của Đan Mạch vào thời Trung cổ, và ngày nay được một số nhà phê bình coi là tốt nhất của ông, nhưng đã không được dịch sang tiếng Anh; tuy nhiên nó có sẵn bằng tiếng Đức.
Trong khuôn khổ tiểu thuyết lịch sử, tiểu thuyết của Kross có thể được chia thành hai loại: những câu chuyện lịch sử thực sự và những câu chuyện đương đại hơn với một yếu tố tự truyện. Trong danh sách dưới đây, những tác phẩm lịch sử thực sự, thường được đặt trong các thế kỷ trước, bao gồm tứ giác giữa ba bệnh dịch, lấy bối cảnh vào thế kỷ 16, Tiểu thuyết Rakvere / Lãng mạn lấy bối cảnh thứ 18 (tựa đề mơ hồ), Madman của Czar thế kỷ 19, Khởi hành của Giáo sư Martens vào đầu thế kỷ 19 và 20, và Sự khó nắm bắt / Evasion vào khoảng năm 1918. Các tiểu thuyết bán tự truyện bao gồm tiểu thuyết của Kross về số phận cuối cùng của bạn học, tức là Các chàng trai Wikman (Wikman dựa trên trường cũ của anh ta là Trường ngữ pháp Westholm - cả hai tên đều có nguồn gốc từ Thụy Điển) một loại tiểu thuyết tương tự về các trường đại học của anh ta, Mesmer's Circle / Ring; tiểu thuyết Khai quật mô tả bản ngã thay đổi của Kross Peeter Mirk và những cuộc phiêu lưu của ông với khảo cổ học, tuân thủ, nổi loạn, thỏa hiệp và skulduggery sau khi ông trở về từ các trại lao động Siberia và lưu vong nội bộ ngoài đó. Và cũng là cuốn tiểu thuyết xuất hiện trong bản dịch tiếng Anh có tựa đề Tread Air, và hầu hết các truyện ngắn của ông đều thuộc về thể loại này.
Một phong cách thường thấy trong tiểu thuyết của Kross là việc sử dụng độc thoại nội tâm, thường là khi nhân vật chính đang cố gắng nghĩ cách thoát khỏi một vấn đề nhức nhối. Người đọc sẽ lưu ý rằng mọi nhân vật chính hoặc người kể chuyện, từ Timotheus von Bock trong The Sa hoàng của Sa hoàng đến hai bản ngã của Kross, Jaak Sirkel và Peeter Mirk trong tiểu thuyết bán tự truyện, đều đắm chìm trong đó. Và đặc biệt là Bernhard Schmidt, nhà phát minh kính viễn vọng may mắn, trong cuốn tiểu thuyết xuất hiện bằng tiếng Anh với tên Thuyền buồm ngược gió (2012).
Một đặc điểm chung khác của tiểu thuyết Kross là so sánh, đôi khi công khai nhưng thường là bí mật, giữa các thời đại lịch sử khác nhau và ngày nay, trong phần lớn cuộc đời viết lách của Kross bao gồm Liên Xô, sự kiểm duyệt, không có khả năng tự do đi ra nước ngoài, một sự thân yêu về hàng tiêu dùng, con mắt luôn theo dõi của KGB và người cung cấp thông tin,... Kross luôn rất khéo léo khi luôn ở trong giới hạn của những gì chính quyền Liên Xô có thể chấp nhận. Kross cũng thích chơi với danh tính của những người có cùng tên hoặc gần giống nhau. Điều này xảy ra trong Khởi hành của Giáo sư Martens, nơi hai nhân vật Martens khác nhau được thảo luận, các chuyên gia pháp lý sống cách nhau vài thập kỷ, và trong Thuyền ngược gió, trong một chuỗi giấc mơ, nhân vật chính Bernhard Schmidt gặp một số người khác tên là Schmidt.
Khi Kross đã ở cuối thập niên 70, ông đã giảng một loạt bài giảng tại Đại học Tartu giải thích một số khía cạnh của tiểu thuyết của mình, không chỉ là khía cạnh hư cấu, vì thực tế là khá nhiều nhân vật của ông dựa trên người thật, cả trong tiểu thuyết lịch sử thực sự và những cuốn bán tự truyện. Những bài giảng này được thu thập trong một cuốn sách có tựa đề Omaeluloolisus ja alltekst (Autobiographism và Subtext) xuất hiện năm 2003.
Trong hai mươi năm cuối đời, Jaan Kross dành phần lớn thời gian của mình bằng cách viết hồi ký (tựa đề Kallid kaasteelised, như Kính gửi các đồng nghiệp). Hai tập này đã kết thúc với tổng số 1.200 trang, bao gồm khá nhiều bức ảnh từ cuộc đời ông. Cuộc sống của ông bắt đầu lặng lẽ, nhưng sau khi mô tả những thứ khá vô hại như ngôi nhà mùa hè trong thời thơ ấu và những học sinh của mình, Kross chuyển sang sự chiếm đóng Estonia đầu tiên của Liên Xô, nỗ lực thành công của anh để tránh bị làm việc cho Waffen-SS trong thời Đức Quốc xã Sự chiếm đóng của Đức, và một phần dài bao gồm những kinh nghiệm của ông ta về nhà tù và các trại lao động. Phần cuối mô tả sự trở lại của ônng ta từ các trại và những nỗ lực non trẻ của ông ta trong quyền tác giả. Tập thứ hai tiếp tục từ khi anh chuyển đến căn hộ ở trung tâm thủ đô Tallinn, nơi anh sống đến hết đời, cộng với thành công ngày càng lớn của anh là một nhà văn. Ngoài ra còn có một phần bao gồm một năm của ông là Đại biểu Quốc hội sau khi đổi mới độc lập, và các chuyến đi nước ngoài khác nhau của ông với vợ như Hoa Kỳ và Canada.
Năm cuốn sách của Jaan Kross đã được xuất bản trong bản dịch tiếng Anh, bốn cuốn tiểu thuyết và một tập truyện: Các bản dịch tiếng Anh xuất hiện theo thứ tự sau: The Czar's Madman 1992; Giáo sư Martens khởi hành năm 1994; Âm mưu và những câu chuyện khác 1995; Tread Air 2003; Đi thuyền ngược gió 2012. Mô tả của những cuốn sách trên cũng có thể được tìm thấy trên các trang web khác nhau và các hiệu sách trực tuyến. Các nhân vật chính của ba cuốn sách đầu tiên được liệt kê ở đây dựa trên các số liệu thực tế.
Người điên của Sa hoàng (tiếng Estonia: Keisri hull, 1978; tiếng Anh: 1994; dịch giả: Anselm Hollo). Cuốn tiểu thuyết bi thảm này dựa trên cuộc đời của một quý tộc người Đức gốc Baltic, Timotheus von Bock (1787 Hóa1836), người từng là phụ tá của Sa hoàng tương đối tự do của Nga, Alexander I. Von Bock mong muốn quan tâm đến Sa hoàng trong ý tưởng về giải phóng nông nô, tức là giai cấp nông dân, những người bị mua và bán gần như nô lệ của những địa chủ giàu có. Nhưng điều này là quá nhiều đối với Sa hoàng vào năm 1818, von Bock bị bắt giữ và giữ, vì niềm vui của Sa hoàng, trong một nhà tù ở Schlüsselburg. Von Bock được thả ra khi Sa hoàng tiếp theo lên ngôi, nhưng vào thời điểm đó, anh ta gặp vấn đề về tinh thần trong những năm cuối cùng bị quản thúc tại gia. Đây được coi là cuốn tiểu thuyết hoàn hảo nhất của Kross, cùng với tứ giác giữa ba bệnh dịch hạch (xem bên dưới).
Giáo sư Martens 'Khởi hành (tiếng Estonia: Giáo sư Martensi ärasõit, 1984; Tiếng Anh: 1994; dịch giả: Anselm Hollo). Đầu tháng 6 năm 1909, giáo sư người dân tộc Estonia, Friedrich Fromkeep Martens (1845 trừ1909) lên tàu ở Pärnu hướng tới Bộ Ngoại giao của Đế quốc Nga ở thủ đô Saint Petersburg. Trong cuộc hành trình, anh nghĩ lại những sự kiện và tình tiết của cuộc đời mình. Anh ta có nên làm một sự nghiệp làm việc cho chính quyền Nga với tư cách là người biên soạn các hiệp ước với chi phí bản sắc Estonia của mình không? Ông cũng suy nghĩ về tên của mình, một người đàn ông đã làm việc trong một dự án tương tự trong những thập kỷ trước. Một cuốn tiểu thuyết xem xét các thỏa hiệp liên quan khi tạo dựng sự nghiệp trong một đế chế khi đến từ một nền tảng khiêm tốn.
Đi thuyền ngược gió (tiếng Estonia: Vastutuulelaev, 1987; tiếng Anh: 2012; dịch giả: Eric Dickens). Cuốn tiểu thuyết này kể về người dân tộc Estonia Bernhard Schmidt (1879 Hóa1935) đến từ đảo Naissaar, người bị mất tay phải trong một tai nạn pháo hoa trong những năm thiếu niên. Tuy nhiên, ông vẫn sử dụng bàn tay còn lại của mình để làm việc kỳ diệu khi đánh bóng ống kính và gương chất lượng cao cho kính viễn vọng thiên văn. Sau này, khi sống ở nơi đã trở thành phát xít Đức, chính ông đã phát minh ra các kính viễn vọng sao lớn vẫn còn được tìm thấy tại, ví dụ, Đài thiên văn Núi Palomar ở California và trên đảo Mallorca. Schmidt phải vật lộn với lương tâm của mình khi sống ở Đức khi đất nước đang tái vũ trang và kính viễn vọng có thể được đưa vào sử dụng quân sự. Nhưng bởi vì Đức là quốc gia kỹ thuật hàng đầu vào thời điểm đó, anh ta cảm thấy thoải mái một cách hợp lý ở đó, đầu tiên là ở thị trấn nhỏ của thành phố Mittweida, sau đó tại Đài thiên văn Bergedorf ngay bên ngoài Hamburg. Nhưng sự trỗi dậy của Đức quốc xã thực sự khiến anh phát điên.
Âm mưu và những câu chuyện khác (tiếng Estonia: SilADE avamise päev, 1988 - hầu hết các câu chuyện ở đó; tiếng Anh: 1995; dịch giả: Eric Dickens). Bộ sưu tập này chứa sáu câu chuyện bán tự truyện chủ yếu liên quan đến cuộc sống của Jaan Kross trong thời kỳ chiếm đóng của Đức Quốc xã và Đức-Xô-viết ở Estonia, và chính anh ta bị cầm tù trong hai thời đại đó. Những câu chuyện, một số trong đó đã xuất hiện ở nơi khác trong bản dịch này, là. Vết thương, đường ống dẫn, ngữ pháp Stahl, âm mưu, Ashtray và đôi mắt ban ngày đã được mở ra. Trong tất cả chúng đều có khía cạnh tragi-truyện tranh.
Tread Air (tiếng Estonia: Paigallend, 1998; tiếng Anh: 2003; dịch giả: Eric Dickens). Nhân vật chính của cuốn tiểu thuyết này là Ullo Paerand, một chàng trai trẻ không ngừng nghỉ với nhiều tài năng. Anh theo học một trường tư thục danh tiếng, nhưng khi người cha đầu cơ bỏ rơi anh và mẹ anh thì tiền hết. Sau đó, anh ấy giúp mẹ của mình chạy giặt đồ để kiếm đủ tiền. Anh ta làm việc theo cách của mình, cuối cùng trở thành một chàng trai đưa tin cho văn phòng của Thủ tướng Estonia. Anh ta thậm chí còn được cung cấp một cơ hội để trốn thoát ra nước ngoài bằng cách đi học tại Vatican, nhưng vẫn ở lại Estonia. Cuốn tiểu thuyết bán tự truyện này lấy bối cảnh của một thời kỳ rất bão tố trong lịch sử Estonia, kể từ khi Liên Xô chiếm đóng đất nước vào năm 1940, Đức chiếm đóng vào năm sau, vụ ném bom khét tiếng vào trung tâm thủ đô của Đức vào ngày 9 Tháng 3 năm 1944, và hơn ba mươi năm cuộc đời ở Cộng hòa xã hội chủ nghĩa Xô viết Estonia.
Giữa ba bệnh dịch (Kolme katku vahel, bốn tập 1970 Thay1976; Tiếng Anh: ba tập 2016 Khăn2018; dịch giả: Merike Lepasaar Beecher) Đây là tác phẩm lớn đầu tiên của Kross và là tập lớn nhất của ông. Ý tưởng bắt đầu như một bộ phim, được gác lại, sau đó trở thành một bộ phim truyền hình, và cuối cùng là bộ tiểu thuyết gồm bốn tập, một trong những tác phẩm nổi tiếng nhất của Kross. Nó được lấy bối cảnh vào thế kỷ 16, đặc biệt là giữa, trước và trong Chiến tranh Livonia kéo dài, trong và ngoài, từ những năm 1550 đến đầu những năm 1580. Livonia bao gồm các phần của ngày nay là Estonia và Latvia, vào những năm 1550 được chia thành nhiều phần do Đan Mạch, Thụy Điển, Nga và Ba Lan-Litva cai trị. Nhân vật chính, như thường thấy với Kross, một nhân vật có thật ngoài đời tên là Balthasar Russow (c 1536 Quay1600), người đã viết Biên niên ký Livonia. Biên niên mô tả giao dịch ngựa chính trị giữa các quốc gia và nhà thờ khác nhau trong ngày. Người Eston, chủ yếu là cổ phiếu nông dân trong những ngày đó, luôn luôn kết thúc như một con heo ở giữa. Ngoài ra còn có ba đợt bùng phát của bệnh dịch hạch. Russow là con trai khiêm tốn của một người nông dân, nhưng đã trở thành một giáo sĩ nói tiếng Đức, đó là một bước tiến lớn trong xã hội. Việc anh ta có thể đọc, chứ đừng nói đến việc viết một cuốn niên sử, thật bất thường. Hình tứ giác bắt đầu bằng một cảnh nổi tiếng trong đó Balthasar mười tuổi khi đó xem một số người đi bộ chặt chẽ ở Tallinn, một phép ẩn dụ cho việc thắt chặt ngoại giao của chính anh ta sau này trong cuộc sống. Anh ta xuất hiện như một thứ kim cương thô trong suốt những cuốn sách. Toàn bộ tứ giác đã được dịch sang tiếng Hà Lan, tiếng Phần Lan, tiếng Đức, tiếng Latvia và tiếng Nga và đang được dịch sang tiếng Anh.

## Qua đời
Jaan Kross qua đời tại Tallinn ở tuổi 87, vào ngày 27 tháng 12 năm 2007. Ông được sống với vợ là tác giả và nhà thơ trẻ em Ellen Niit cùng bốn đứa con. Tổng thống Estonia Toomas Hendrik Ilves, đã ca ngợi Kross "là người bảo tồn ngôn ngữ và văn hóa Estonia".
Kross được chôn cất tại nghĩa trang Rahumäe ở Tallinn.

## Đánh giá
- "Ông ấy là một trong những người giữ tinh thần của người dân và khiến chúng tôi sẵn sàng nắm lấy cơ hội khôi phục nền độc lập của Estoni." - Toomas Hendrik Ilves [5]